# Tiruppur
Tiruppur (auch: Tirupur; Tamil திருப்பூர் Tiruppūr [ˈtiɾɯpːuːr]) ist eine Industriestadt im südindischen Bundesstaat Tamil Nadu mit rund 444.000 Einwohnern (Volkszählung 2011). Der bis ins frühe 20. Jahrhundert unbedeutende, ländlich geprägte Ort erhielt am 1. Dezember 1947 durch die Eingemeindung mehrerer umliegender Dörfer den Status einer Stadt. Tiruppur ist das Verwaltungszentrum des Distrikts Tiruppur.

## Ortslage
Tiruppur liegt am Fluss Noyyal rund 45 Kilometer östlich von Coimbatore. Der höchste Punkt liegt 322 Meter, der tiefste 290 Meter über NN. Die Stadt ist an die breitspurige Eisenbahnstrecke Chennai-Kochi-Thiruvananthapuram angeschlossen.

## Bevölkerung
86 Prozent der Einwohner Tiruppurs sind Hindus, 10 Prozent sind Muslime und 3 Prozent Christen. Die Hauptsprache ist, wie in ganz Tamil Nadu, das Tamil, das von 91 Prozent der Bevölkerung als Muttersprache gesprochen wird. 4 Prozent sprechen Telugu, 2 Prozent Kannada und jeweils 1 Prozent Urdu und Malayalam.
| Einwohnerentwicklung Tiruppurs  | Einwohnerentwicklung Tiruppurs |
| Jahr                            | Einwohnerzahl                  |
| ------------------------------- | ------------------------------ |
| 1901                            | 6.056                          |
| 1911                            | 9.429                          |
| 1921                            | 10.851                         |
| 1931                            | 18.059                         |
| 1941                            | 33.099                         |
| 1951                            | 52.479                         |
| 1961                            | 79.773                         |
| 1971                            | 113.302                        |
| 1981                            | 165.205                        |
| 1991                            | 235.661                        |
| 2001                            | 346.551                        |
| 2011                            | 444.543                        |
| Quelle: amtliche Volkszählungen |                                |

## Wirtschaft
Berühmt ist die Stadt als Standort der Baumwollindustrie (Strickwaren, Strumpfwaren, Sportbekleidung), die in kleineren und mittleren Betrieben vornehmlich für den Export produziert. Etwa 90 Prozent der indischen Baumwollstrickwarenausfuhren kommen aus Tiruppur. Nebenbetriebe umfassen unter anderem Färbereien, Bleichereien, Druckereien und Stickereiwerkstätten. Zulieferbetriebe der Bekleidungsindustrie stellen Reißverschlüsse, Knöpfe und Verpackungsmaterialien (Polyethylen, Karton) her. Dank seiner wirtschaftlichen Anziehungskraft verzeichnet Tiruppur einen raschen Bevölkerungszuwachs, wie die obenstehende Tabelle verdeutlicht.

## Umweltbelastung
Die größte Herausforderung für die weitere Entwicklung Tiruppurs stellt der Mangel an Trinkwasser dar. Der Fluss Noyyal ist durch Industrieabwässer, vor allem Reste von Färbe- und Bleichmitteln, stark verschmutzt und führt durch den hohen Verbrauch der Industrie häufig Niedrigwasser. Trinkwasser muss aus dem mehr als 50 Kilometer entfernten Mettupalayam am Fuße der Nilgiriberge herangeführt werden.